# Badminton na Letnich Igrzyskach Olimpijskich 2016 – gra podwójna mężczyzn
Gra podwójna mężczyzn w badmintonie na Letnich Igrzyskach Olimpijskich 2016 została rozegrana w dniach 11−19 sierpnia na Riocentro – Pawilon 4.

## Rozstawieni zawodnicy
1. Lee Yong-dae / Yoo Yeon-seong
2. Mohammad Ahsan / Hendra Setiawan
3. Kim Gi-jung / Kim Sa-rang
4. Fu Haifeng / Zhang Nan

## Wyniki

### Faza grupowa

#### Grupa A
| Zawodnicy                       | Mecz | W | P | S+ | S- | Pkt. |
| ------------------------------- | ---- | - | - | -- | -- | ---- |
| Władimir Iwanow / Iwan Sozonow  | 3    | 3 | 0 | 6  | 1  | 3    |
| Lee Yong-dae / Yoo Yeon-seong   | 3    | 2 | 1 | 5  | 3  | 2    |
| Lee Sheng-mu / Tsai Chia-hsin   | 3    | 1 | 2 | 3  | 4  | 1    |
| Matthew Chau / Sawan Serasinghe | 3    | 0 | 3 | 0  | 6  | 0    |

| Data        | Zawodnicy 1      | Wynik           | Zawodnicy 2       |
| ----------- | ---------------- | --------------- | ----------------- |
| 11 sierpnia | Lee / Yoo        | 21–14 21–16     | Chau / Serasinghe |
| 11 sierpnia | Iwanow / Sozonow | 21–11 22–20     | Lee / Tsai        |
| 12 sierpnia | Lee / Yoo        | 18–21 –13 21–18 | Lee / Tsai        |
| 12 sierpnia | Iwanow / Sozonow | 21–16 21–16     | Chau / Serasinghe |
| 13 sierpnia | Lee / Tsai       | 21–14 21–19     | Chau / Serasinghe |
| 13 sierpnia | Lee / Yoo        | 17-21 –19 16–21 | Iwanow / Sozonow  |

#### Grupa B
| Zawodnicy                          | Mecz | W | P | S+ | S- | Pkt. |
| ---------------------------------- | ---- | - | - | -- | -- | ---- |
| Goh V Shem / Tan Wee Kiong         | 3    | 3 | 0 | 6  | 1  | 3    |
| Fu Haifeng / Zhang Nan             | 3    | 2 | 1 | 5  | 2  | 2    |
| Michael Fuchs / Johannes Schöttler | 3    | 1 | 2 | 2  | 4  | 1    |
| Phillip Chew / Sattawat Pongnairat | 3    | 0 | 3 | 0  | 6  | 0    |

| Data        | Zawodnicy 1       | Wynik             | Zawodnicy 2       |
| ----------- | ----------------- | ----------------- | ----------------- |
| 11 sierpnia | Fu / Zhang        | 21–6 21–7         | Chew / Pongnairat |
| 11 sierpnia | Goh / Tan         | 21–14 21–17       | Fuchs / Schöttler |
| 12 sierpnia | Goh / Tan         | 21–12 21–10       | Chew / Pongnairat |
| 12 sierpnia | Fu / Zhang        | 21–11 21–16       | Fuchs / Schöttler |
| 13 sierpnia | Fuchs / Schöttler | 21–14 21–14       | Chew / Pongnairat |
| 13 sierpnia | Fu / Zhang        | 21–16 15–21 18–21 | Goh / Tan         |

#### Grupa C
| Zawodnicy                       | Mecz | W | P | S+ | S- | Pkt. |
| ------------------------------- | ---- | - | - | -- | -- | ---- |
| Kim Gi-jung / Kim Sa-rang       | 3    | 2 | 1 | 5  | 2  | 2    |
| Marcus Ellis / Chris Langridge  | 3    | 2 | 1 | 4  | 3  | 2    |
| Mathias Boe / Carsten Mogensen  | 3    | 2 | 1 | 5  | 3  | 2    |
| Adam Cwalina / Przemysław Wacha | 3    | 0 | 3 | 0  | 6  | 0    |

| Data        | Zawodnicy 1       | Wynik             | Zawodnicy 2       |
| ----------- | ----------------- | ----------------- | ----------------- |
| 11 sierpnia | Kim / Kim         | 21–14 21–15       | Cwalina / Wacha   |
| 11 sierpnia | Boe / Mogensen    | 21–9 9–21 –16     | Ellis / Langridge |
| 12 sierpnia | Kim / Kim         | 21–17 23–25 18–21 | Ellis / Langridge |
| 12 sierpnia | Boe / Mogensen    | 21–17 21–17       | Cwalina / Wacha   |
| 13 sierpnia | Kim / Kim         | 21–15 21–18       | Boe / Mogensen    |
| 13 sierpnia | Ellis / Langridge | 21–18 21–16       | Cwalina / Wacha   |

#### Grupa D
| Zawodnicy                        | Mecz | W | P | S+ | S- | Pkt. |
| -------------------------------- | ---- | - | - | -- | -- | ---- |
| Hiroyuki Endo / Kenichi Hayakawa | 3    | 2 | 1 | 4  | 4  | 2    |
| Chai Biao / Hong Wei             | 3    | 2 | 1 | 5  | 2  | 2    |
| Mohammad Ahsan / Hendra Setiawan | 3    | 1 | 2 | 3  | 4  | 1    |
| Manu Attri / B. Sumeeth Reddy    | 3    | 1 | 2 | 2  | 4  | 1    |

| Data        | Zawodnicy 1      | Wynik           | Zawodnicy 2     |
| ----------- | ---------------- | --------------- | --------------- |
| 11 sierpnia | Ahsan / Setiawan | 21–18 21–13     | Attri / Reddy   |
| 11 sierpnia | Chai / Hong      | 18–21 –14 21–23 | Endo / Hayakawa |
| 12 sierpnia | Ahsan / Setiawan | 17–21 –16 14–21 | Endo / Hayakawa |
| 12 sierpnia | Chai / Hong      | 21–13 21–15     | Attri / Reddy   |
| 13 sierpnia | Ahsan / Setiawan | 15–21 17–21     | Chai / Hong     |
| 13 sierpnia | Endo / Hayakawa  | 21–23 11–21     | Attri / Reddy   |

### Faza finałowa
|  |              |                                |              |                              |              |    |                              |                    |                          |           |                    |           |                   |                   |                   |                   |                   |       |       |
|  | Ćwierćfinały | Ćwierćfinały                   | Ćwierćfinały | Ćwierćfinały                 | Ćwierćfinały |    |                              | Półfinały          | Półfinały                | Półfinały | Półfinały          | Półfinały |                   |                   | Finał             | Finał             | Finał             | Finał | Finał |
|  | Ćwierćfinały | Ćwierćfinały                   | Ćwierćfinały | Ćwierćfinały                 | Ćwierćfinały |    |                              | Półfinały          | Półfinały                | Półfinały | Półfinały          | Półfinały |                   |                   | Finał             | Finał             | Finał             | Finał | Finał |
|  |              |                                |              |                              |              |    |                              |                    |                          |           |                    |           |                   |                   |                   |                   |                   |       |       |
|  |              |                                |              |                              |              |    |                              |                    |                          |           |                    |           |                   |                   |                   |                   |                   |       |       |
|  |              | Władimir Iwanow Iwan Sozonow   | 13           | 21                           | 16           |    |                              |                    |                          |           |                    |           |                   |                   |                   |                   |                   |       |       |
|  |              | Władimir Iwanow Iwan Sozonow   | 13           | 21                           | 16           |    |                              |                    |                          |           |                    |           |                   |                   |                   |                   |                   |       |       |
|  |              | Chai Biao Hong Wei             | 21           | 16                           | 21           |    |                              |                    |                          |           |                    |           |                   |                   |                   |                   |                   |       |       |
|  |              | Chai Biao Hong Wei             | 21           | 16                           | 21           |    |                              | Chai Biao Hong Wei | 18                       | 21        | 17                 |           |                   |                   |                   |                   |                   |       |       |
|  |              |                                |              |                              |              |    |                              | Chai Biao Hong Wei | 18                       | 21        | 17                 |           |                   |                   |                   |                   |                   |       |       |
|  |              |                                |              | Goh V Shem Tan Wee Kiong     | 21           | 12 | 21                           |                    |                          |           |                    |           |                   |                   |                   |                   |                   |       |       |
|  |              | Goh V Shem Tan Wee Kiong       | 17           | Goh V Shem Tan Wee Kiong     | 21           | 12 | 21                           | 21                 | 21                       |           |                    |           |                   |                   |                   |                   |                   |       |       |
|  |              | Goh V Shem Tan Wee Kiong       | 17           |                              |              |    |                              |                    |                          |           |                    |           |                   |                   |                   |                   |                   |       |       |
|  | 1            | Lee Yong-dae Yoo Yeon-seong    | 21           | 18                           | 19           |    |                              |                    |                          |           |                    |           |                   |                   |                   |                   |                   |       |       |
|  | 1            | Lee Yong-dae Yoo Yeon-seong    | 21           | 18                           | 19           |    |                              |                    | Goh V Shem Tan Wee Kiong | 21        | 11                 | 21        |                   |                   |                   |                   |                   |       |       |
|  |              |                                |              |                              |              |    |                              |                    |                          |           |                    |           |                   |                   |                   |                   |                   |       |       |
|  |              |                                | 4            | Fu Haifeng Zhang Nan         | 16           | 21 | 23                           |                    |                          |           |                    |           |                   |                   |                   |                   |                   |       |       |
|  | 4            | Fu Haifeng Zhang Nan           | 4            | Fu Haifeng Zhang Nan         | 16           | 21 | 23                           | 11                 | 21                       | 24        |                    |           |                   |                   |                   |                   |                   |       |       |
|  | 4            | Fu Haifeng Zhang Nan           |              |                              |              |    |                              |                    |                          | 24        |                    |           |                   |                   |                   |                   |                   |       |       |
|  | 3            | Kim Gi-jung Kim Sa-rang        | 21           | 18                           | 22           |    |                              |                    |                          |           |                    |           |                   |                   |                   |                   |                   |       |       |
|  | 3            | Kim Gi-jung Kim Sa-rang        | 21           | 18                           | 22           |    |                              | 4                  | Fu Haifeng Zhang Nan     | 21        | 21                 |           | Mecz o 3. miejsce | Mecz o 3. miejsce | Mecz o 3. miejsce | Mecz o 3. miejsce | Mecz o 3. miejsce |       |       |
|  |              |                                |              |                              |              |    |                              | 4                  | Fu Haifeng Zhang Nan     | 21        | 21                 |           | Mecz o 3. miejsce | Mecz o 3. miejsce | Mecz o 3. miejsce | Mecz o 3. miejsce | Mecz o 3. miejsce |       |       |
|  |              |                                |              | Marcus Ellis Chris Langridge | 14           | 18 |                              |                    |                          |           |                    |           |                   |                   |                   |                   |                   |       |       |
|  |              | Marcus Ellis Chris Langridge   | 21           | Marcus Ellis Chris Langridge | 14           | 18 | 21                           |                    |                          |           |                    |           |                   |                   |                   |                   |                   |       |       |
|  |              | Marcus Ellis Chris Langridge   | 21           |                              |              |    |                              |                    |                          |           | Chai Biao Hong Wei | 18        | 21                | 10                |                   |                   |                   |       |       |
|  |              | Hiroyuki Endo Kenichi Hayakawa | 19           | 17                           |              |    |                              |                    |                          |           | Chai Biao Hong Wei | 18        | 21                | 10                |                   |                   |                   |       |       |
|  |              | Hiroyuki Endo Kenichi Hayakawa | 19           | 17                           |              |    | Marcus Ellis Chris Langridge | 21                 | 19                       | 21        |                    |           |                   |                   |                   |                   |                   |       |       |
|  |              |                                |              |                              |              |    | Marcus Ellis Chris Langridge | 21                 | 19                       | 21        |                    |           |                   |                   |                   |                   |                   |       |       |